# Joe L. Hensley
Joseph Louis „Joe“ Hensley (geboren am 19. März 1926 in Bloomington, Indiana; gestorben am 27. August 2007 in Madison, Indiana) war ein amerikanischer Science-Fiction- und Krimi-Autor und Jurist.

## Leben
Hensley studierte nach seinem Dienst in der United States Navy ab 1946 Rechtswissenschaft an der Indiana University, wo er 1950 den Bachelor erwarb und 1955 die Anwaltszulassung erhielt, nachdem er 1951 bis 1952 erneut dienstverpflichtet worden war. 1950 hatte er Charlotte Ruth Bettinger geheiratet, mit der er einen Sohn hatte. Ab 1955 arbeitete er als Anwalt in Madison, von 1963 bis 1966 fungierte er als Staatsanwalt für die Countys Jefferson und Switzerland. Zwischenzeitlich gehörte er von 1961 bis 1962 als Abgeordneter für das Jefferson und das Scott County dem Parlament seines Staates, der Indiana General Assembly, an. Von 1975 bis 1977 war er Richter an einem Kreisgericht, von 1977 bis 1988 am Gericht für den fünften Gerichtsbezirk von Indiana. Ab 1989 war er Seniorpartner einer Kanzlei in Madison.
Von 1983 bis 1984 war er Präsident der Richtervereinigung von Indiana.
Hensley war zeitlebens an Science-Fiction interessiert und seit den 1930er Jahren Mitglied des SF-Fandoms. 2006 erhielt er den First Fandom Hall of Fame Award. 1953 veröffentlichte er eine erste SF-Kurzgeschichte in dem Pulp-Magazin Planet Stories. Insgesamt schrieb er rund 30 Stories und einen SF-Roman, The Black Roads (1976). Er arbeitete mehrfach mit Harlan Ellison zusammen, mit dem er seit seiner Armeezeit befreundet war. 1981 erschien mit Final Doors eine Sammlung von Hensleys Kurzgeschichten. Als Romanautor produktiver war er im Bereich der Kriminalliteratur. Er verfasste 13 Donald Robak-Romane und sechs weitere Krimis, von denen drei auch ins Deutsche übersetzt wurden.

## Bibliographie
Donald Robak-Serie
- Deliver Us to Evil (1971)
  - Deutsch: Exekution in sieben Tagen. Übersetzt von Rosemarie Kahn-Ackermann. Desch (Die Mitternachtsbücher #572), 1972, ISBN 3-420-00572-5.
- Legislative Body (1972)
- Song of Corpus Juris (1974)
- Rivertown Risk (1977)
- A Killing in Gold (1978)
- Minor Murders (1979)
- Outcasts (1981)
- Robak’s Cross (1985)
- Robak’s Fire (1986)
- Robak’s Firm (1987)
- Robak’s Run (1990)
- Robak’s Witch (1997)
- Robak in Black (2001)

Romane
- The Color of Hate (1960, auch als Color Him Guilty)
  - Deutsch: Stumme Zeugen. Übersetzt von Robby Remmers. Heyne-Bücher #1311, 1968.
- The Poison Summer (1974)
  - Deutsch: Giftiger Sommer. Übersetzt von Christine Frauendorf-Mössel. Goldmann Rote Krimi #4869, 1979, ISBN 3-442-04869-9.
- The Black Roads (1976)
- Fort’s Law (1987)
- Grim City (1994)
- Loose Coins (1998) (with Guy M Townsend)
- Snowbird’s Blood (2008)

Sammlungen
- Final Doors (1981)
- Deadly Hunger and Other Tales (2001)

Kurzgeschichten
- Eyes of the Double Moon (1953)
- And Not Quite Human (1953)
- Guide Wire (1954)
- Journey to the Hotlands (1955)
- The Red and the Green (1955)
- Once a Starman (1955)
- The Sun Hunters (1955)
- The Outvaders (1955)
- Now We Are Three (1957)
- Time of the Tinkers (1958)
- The Pair (1958)
- Star Ways (1958)
- Visionary (1959, mit Harlan Ellison)
- Do-It-Yourself (1961, mit Harlan Ellison)
  - Deutsch: Do-it-yourself. In: Harlan Ellison (Hrsg.): Der silberne Korridor. Goldmanns Weltraum Taschenbücher #0152, 1973, ISBN 3-442-23152-3.
- Rodney Parish for Hire (1962, mit Harlan Ellison)
- Dark Conception (1964, mit Alexei Panshin, als Louis J. A. Adams)
- Lord Randy, My Son (1967)
  - Deutsch: Mein Sohn Randy. In: Harlan Ellison (Hrsg.): 15 Science Fiction-Stories. Heyne-Anthologien #32, 1970.
- The Chicken Player (1967)
  - Deutsch: Das Hühnchen-Spiel. Isaac Asimov (Hrsg.): Isaac Asimov präsentiert 100 kleine, böse Krimis. Bastei Lübbe Paperback #28133, 1985, ISBN 3-404-28133-0.
- Argent Blood (1967)
  - Deutsch: Blut ist das Leben. Wulf H. Bergner (Hrsg.): Am Tag vor der Ewigkeit. Heyne SF&F #3151, 1969.
- The Edge of the Rose (1969)
- Shut the Last Door (1970, auch als Shut the Final Door, 1976)
- The Run from Home (1970)
- Time Patrol (1972)
- In Dark Places (1973)
- The Midnight Bicyclist (1978, mit Gene DeWeese)
- The Calculator (1979)
- Widow (1980)
- Trial Tactics (1980)
- Deadly Hunger (1981)
- Fifty Chinese (1981)
- Killer Scent (1981)
- One Will Too Many (1981)
- Paint Doctor (1981)
- Pride in Performance (1981, mit Gene DeWeese)
- The Curly Caller (1981)
- The Iron Collector (1981)
- Harpist (1982)
  - Deutsch: Die Harfner. In: Isaac Asimov, Alice Laurance (Hrsg.): Spekulationen. Heyne SF&F #4274, 1986, ISBN 3-453-31254-6. Auch als: Harfner. In: Josh Pachter (Hrsg.): Top Fantasy: Zweiter Teil. Heyne SF&F #4518, 1988, ISBN 3-453-02775-2.
- Savant (1985)
- Alvin’s Witch (1991)